# Hirsch-Apotheke (Osnabrück)

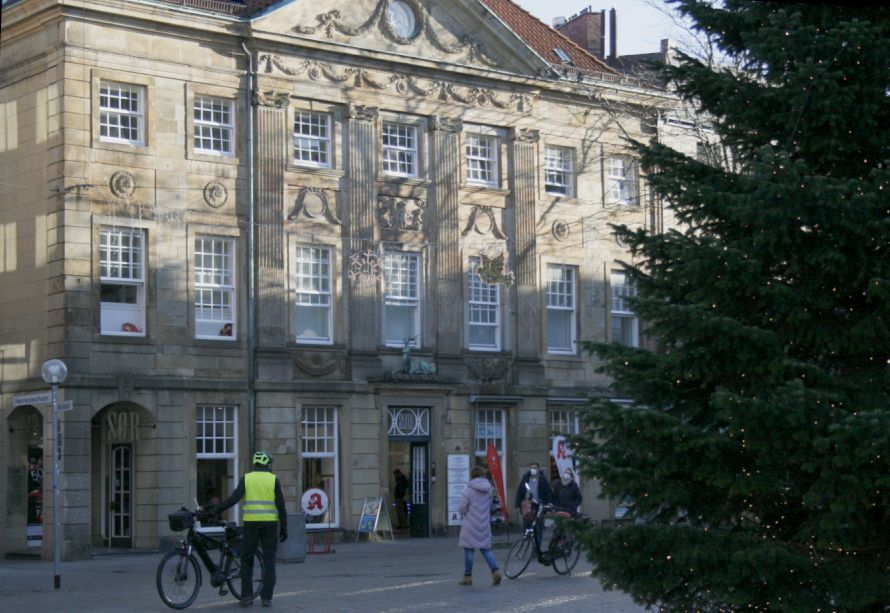
Hirsch-Apotheke am Nikolaiort (2020)

Die Hirsch-Apotheke ist eine seit 1545 bestehende Apotheke in der Innenstadt von Osnabrück.

## Geschichte
Im Jahr 1545 erhielt der Apotheker und Ratsherr Bartholomäus Meuschen vom Rat der Stadt Osnabrück die Erlaubnis, eine Apotheke zu eröffnen. Er wählte den Hirsch als Wappentier und Namensgeber.
Zur Zeit des Westphälischen Friedens war Wilhelm Schwartz Inhaber der Hirsch-Apotheker. Er starb 1647 und ihm folgte Johann Gottfried, der die Witwe Schwartz heiratete. Nächster Besitzer war sein Sohn, der Apotheker Friedrich Wilhelm Gottfried (1651–1710). Dessen Tochter Sophia Margaretha Gottfried (1683–1742) heiratete den aus Weißensee stammenden Osnabrücker Arztes Johann Andreas Meyer (1670–1714). So kam die Apotheke in Besitz der Familie Meyer. Der nächste Eigentümer war Johann Friedrich Meyer (1705–1765). Nach seinem Tod ging die Apotheke an seinen Bruder Rudolf, der vorher Apotheker in Bramsche war. Rudolph Brandes (1795–1842) war von 1809 bis 1813 Lehrling in der Hirsch-Apotheke. Am 30. März 1855 übernahm Friedrich Meyer (1825–1905) von seinem Vater die Apotheke und gab sie 1896 an seinen Sohn Gustav Meyer (1864–1947) weiter. „Der Verblichene war [...] außerordentlich beliebt und seiner Biederkeit wegen hoch geachtet“
Nach dem Zweiten Weltkrieg führten Julius Meyer und später sein Sohn Rudolf Meyer (* 1953) die Firma. Im Februar 2023 übergab Rudolf Meyer die Apotheke wiederum an seinen Sohn Max Meyer.

## Gebäude

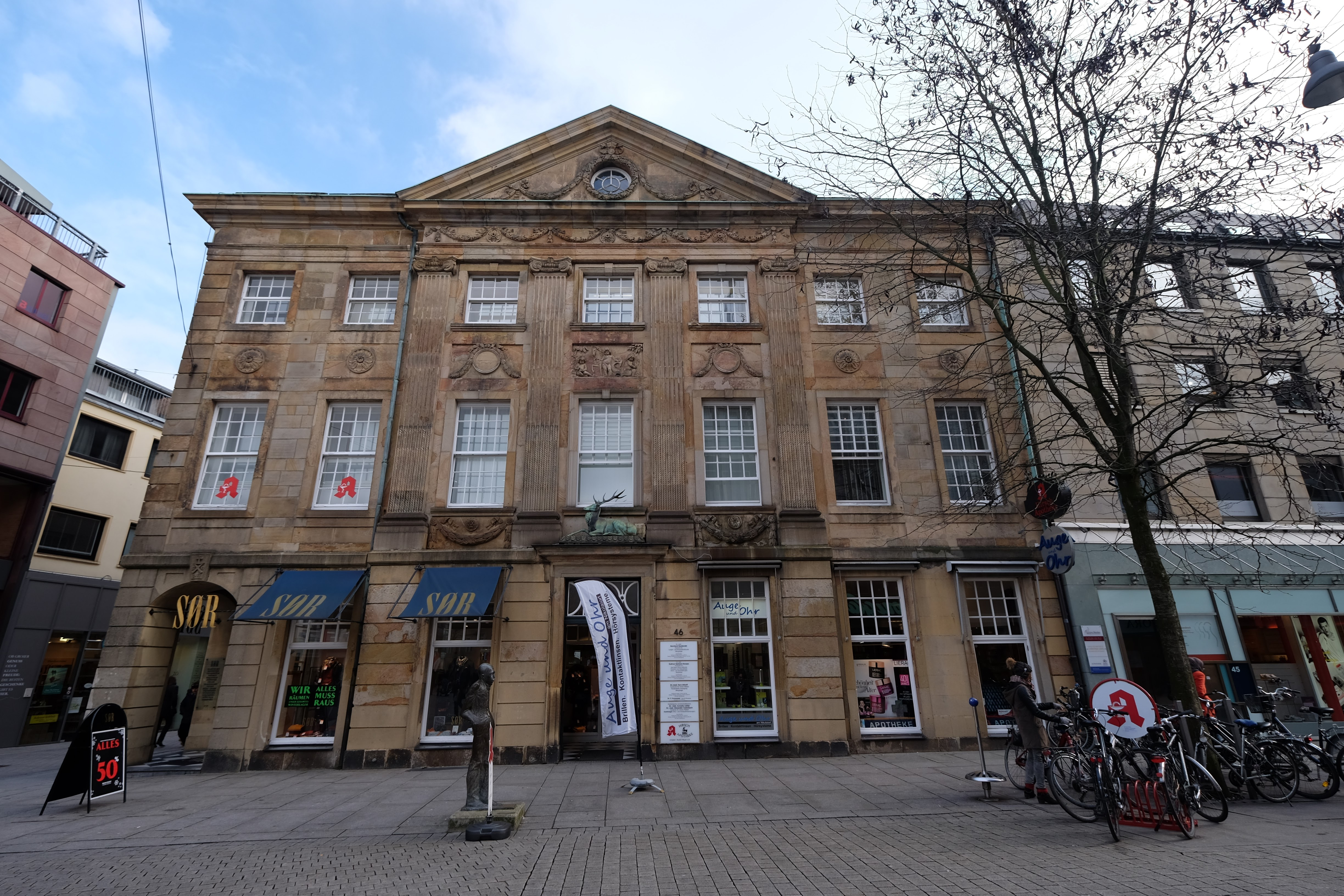
Hirsch-Apotheke am Nikolaiort (2016)

Die Apotheke wird seit 1732 in mittlerweile siebter Generation der Eigentümerfamilie Meyer geführt. Der Name der Apotheke rührt von der Fassadenverzierung des ungefähr um 1500 erbauten „Haus zum Hirschen“, das durch ein klassizistische Gebäude, ersetzt wurde. Dieses wurde 1797/98 in Auftrag gegeben und ähnelt der Bischöflichen Kanzlei am Domhof. Das Gebäude existiert bis heute, auch wenn 1942 durch einen alliierten Bombenangriff nur die Fassade des völlig zerstörten Gebäudes gerettet werden konnte, hinter der sich noch heute die Apotheke befindet.